# Tetraporosoma seriata
Tetraporosoma seriata är en mångfotingart som beskrevs av Loomis 1966. Tetraporosoma seriata ingår i släktet Tetraporosoma och familjen Sphaeriodesmidae. Inga underarter finns listade i Catalogue of Life.